# 錫爾弗頓 (德克薩斯州)
錫爾弗頓（英語：Silverton）是一個位於美國德克薩斯州布里斯科縣的城市。根據2010年美國人口普查，該地共人口731人，而該地的面積約為2.60平方千米。同時該地也是布里斯科縣的縣治。

## 地理
錫爾弗頓的座標為34°28′17″N 101°18′17″W / 34.47139°N 101.30472°W，而該地的平均海拔高度為999米（即3278英尺）。